# نمی‌تواند ما را نگه دارد
«نمی‌تواند ما را نگه دارد» یک تک‌آهنگ از هنرمند اهل ایالات متحده آمریکا مکلمور، رایان لوئیس است که در سال ۲۰۱۱ میلادی منتشر شد.
این تک‌آهنگ در چارت‌های ، استرالیا، لهستان، سوئد، در رتبه اول و در چارت‌های ، ایتالیا، والونیا، اسکاتلند، فرانسه، ، نروژ، ، دانمارک، فنلاند، فلاندرز، سوئیس، نیوزلند، ، اتریش، بریتانیا جزو ده ترانه اول قرار گرفت.